# 미나미카쓰시카군

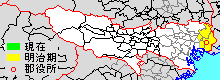
도쿄부 미나미카쓰시카군의 범위

미나미카쓰시카군(일본어: 南葛飾郡)은 도쿄부에 설치되었던 옛 군이다.
군명은 지금까지의 무사시국 가쓰시카군을 사이타마현에 속하는 지역과 도쿄부에 속하는 지역으로 나누었을 때, 북쪽에 해당하는 사이타마현측을 기타카쓰시카군, 남쪽에 해당하는 도쿄부측을 미나미카쓰시카군으로 한 것에 의한다.

## 군역
미나미카쓰시카군의 범위는 현재의 행정 구역 상 전부 도쿄도에 속한다.
- 가쓰시카구 (전역)
- 에도가와구 (공유수면 매립지를 제외한 전역)
- 스미다구의 일부
- 고토구의 일부
- 아다치구의 일부

## 역사
- 1878년 11월 2일 - 군구정촌 편제법이 시행되어 무사시국 가쓰시카군 중 도쿄부에 속한 지역으로 '미나미카쓰시카군 발족.

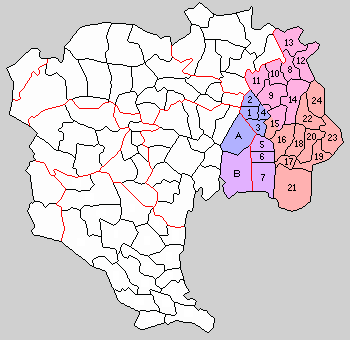
1.데라지마촌 2.스미다촌 3.아즈마촌 4.오키촌 5.가메이도촌 6.오지마촌 7.스나촌 8.니주쿠정 9.다테이시촌 10.가메아오촌 11.미나미아야세촌 12.가나마치촌 13.미즈모토촌 14.오쿠도촌 15.히라이촌 16.고마쓰가와촌 17.후나보리촌 18.마쓰에촌 19.미즈호촌 20.이치노에촌 21.가사이촌 22.시카모토촌 23.시노자키촌 24.고이와촌 A.혼조구 B.후카가와구 (파랑:스미다구 보라:고토구 빨강:가쓰시카구 귤색:에도가와구)

- 1889년 5월 1일 - 정촌제 시행으로 아래 정촌이 발족. (1정 23촌)
  - 데라지마촌(寺島村): 현 스미다구
  - 스미다촌(隅田村): 현 스미다구
  - 아즈마촌(吾嬬村): 현 스미다구
  - 오키촌(大木村): 현 스미다구, 가쓰시카구
  - 가메이도촌(亀戸村): 현 고토구
  - 오지마촌(大島村): 현 고토구
  - 스나촌(砂村): 현 고토구
  - 니주쿠정(新宿町): 현 가쓰시카구
  - 다테이시촌(立石村): 현 가쓰시카구
  - 가메아오촌(亀青村): 현 가쓰시카구
  - 미나미아야세촌(南綾瀬村): 현 가쓰시카구, 아다치구
  - 가나마치촌(金町村): 현 가쓰시카구
  - 미즈모토촌(水元村): 현 가쓰시카구
  - 오쿠도촌(奥戸村): 현 가쓰시카구
  - 히라이촌(平井村): 현 가쓰시카구, 에도가와구
  - 고마쓰가와촌(小松川村): 현 에도가와구
  - 후나보리촌(船堀村): 현 에도가와구
  - 마쓰에촌(松江村): 현 에도가와구
  - 미즈호촌(瑞穂村) :현 에도가와구
  - 이치노에촌(一之江村): 현 에도가와구
  - 가사이촌(葛西村): 현 에도가와구
  - 시카모토촌(鹿本村): 현 에도가와구
  - 시노자키촌(篠崎村): 현 에도가와구
  - 고이와촌(小岩村): 현 에도가와구
  - 일부 지역은 도쿄시 혼조구와 후카가와구에 편입.
- 1890년 5월 10일 - 다테이시촌이 혼덴촌(本田村)으로 개칭.(1정 23촌)
- 1900년 7월 19일(3정 21촌)
  - 가메이도촌이 정제 시행으로 가메이도정(亀戸町)이 됨.
  - 오지마촌이 정제 시행으로 오지마정(大島町)이 됨.
- 1912년 9월 1일 - 아즈마촌이 정제 시행으로 아즈마정(吾嬬町)이 됨.(4정 20촌)
- 1913년 1월 1일 - 미즈호촌·이치노에촌이 합병하여 미즈에촌(瑞江村)이 됨.(4정 19촌)
- 1914년 4월 1일 - 아라강 방수로 설치에 따른 정촌 개편. 오키촌, 고마쓰가와촌, 히라이촌, 후나보리촌 폐지. (5정 15촌)
  - 오키촌 방수로 남쪽이 아즈마정, 방수로 북쪽이 혼덴촌에 분할 편입.
  - 고마쓰가와촌, 후나보리촌의 방수로 서쪽, 히라이촌의 방수로 남쪽이 합병하여 고마쓰가와정(小松川町)을 신설.
  - 고마쓰가와촌의 방수로 동쪽이 마쓰에촌에 편입.
  - 히라이촌의 방수로 북쪽이 오쿠도촌에 편입.
  - 후나보리촌의 방수로 동쪽이 마쓰에촌에 편입
- 1921년 7월 1일 - 스나촌이 정제 시행으로 스나정(砂町)이 됨.(6정 14촌)
- 1923년
  - 4월 1일 - 데라지마촌이 정제 시행으로 데라지마정(寺島町)이 됨.(7정 13촌)
  - 8월 15일 - 스미다촌이 정제 시행으로 스미다정(隅田町)이 됨.(8정 12촌)
- 1925년(大正14年)8월 6일 - 가나마치촌이 정제 시행으로 가나정となる.(9정 11촌)
- 1926년 4월 1일 - 마쓰에촌이 정제 시행으로 마쓰에정(松江町)이 됨.(10정 10촌)
- 1928년
  - 3월 1일 - 혼덴촌이 정제 시행으로 혼덴정(本田町)이 됨.(11정 9촌)
  - 11월 1일 - 미나미아야세촌이 정제 시행으로 미나미아야세정(南綾瀬町)이 됨.(12정 8촌)
  - 11월 10일 - 고이와촌이 정제 시행으로 고이와정(小岩町)이 됨.(13정 7촌)
- 1930년 11월 3일 - 오쿠도촌이 정제 시행으로 오쿠도정(奥戸町)이 됨.(14정 6촌)
- 1932년 10월 1일 - 전역이 도쿄시에 편입되어, 아래 4구가 발족. 미나미카쓰시카군과 함께 에바라군·도요타마군·기타토시마군·미나미아다치군도 소멸.
  - 무코지마구 ← 데라지마정, 스미다정, 아즈마정 (현 스미다구)
  - 가쓰시카구 ← 니주쿠정, 가나정, 오쿠도정, 미즈모토촌, 가메아오촌, 미나미아야세정, 혼덴정
  - 조토구 ← 가메이도정, 오지마정, 스나정 (현 고토구)
  - 에도가와구 ← 고마쓰가와정, 가사이촌, 마쓰에정, 미즈에촌, 사카모토촌, 시노자키촌, 고이와정

## 같이 보기
- 가쓰시카군
- 히가시카쓰시카군
- 니시카쓰시카군
- 기타카쓰시카군
- 나카카쓰시카군